# Amangkurat I van Mataram
Amangkurat I was de vijfde sultan van Mataram van 1646 tot 1677.
Deze zoon van de machtige Agung de Grote probeerde de veroveringen van zijn vader te consolideren. Agung had Java grotendeels veroverd maar er waren voortdurend opstanden en de VOC breidde haar macht vanuit Batavia uit. Amangkurat gebruikte sluipmoorden om die edelen die hem niet voldoende eer bewezen uit te schakelen. Dat lot trof ook zijn schoonvader Pangeran Pekik die Soerabaja regeerde. Om opkomende steden in hun groei te fnuiken liet Amangkurat havens sluiten en schepen vernielen.
De sultan liet een nieuw stenen paleis of Kraton bouwen in Plered en verliet het oude houten paleis van zijn voorvaders in Karta.
Rond 1670 escaleerde de ontevredenheid met de sultan: Beginnend op Oost-Java kwam het hele Rijk van Mataram in opstand. De kroonprins, de latere Amangkurat II van Mataram ontvluchtte met een van zijn vaders concubines het hof. Daarbij was zijn grootvader van moederskant, Pangeran Pekik van Soerabaya zijn kleinzoon behulpzaam. Zo stond Amangkurat opeens tegenover zijn zoon en zijn schoonvader. Surabaya probeerde zich via intriges te revancheren voor de eerdere nederlaag en onderwerping. Panembahan Rama, de heerser van Kajoran, stelde een verbond tussen zijn Madurese kleinzoon Raden Trunajaya en Amangkurat II voor waarbij die laatste het geld voor een leger moest opbrengen. Raden Trunajaya veroverde in 1677 met behulp van huurlingen uit Makassar de Kraton in Mataram. De sultan ontsnapte naar de noordkust en Trunajaya plunderde de Kraton. Omdat Trunajaya niet was geïnteresseerd in het overnemen van de macht in Mataram keerde hij snel naar zijn burcht in Kediri terug. Een jongere zoon van Amangkurat , Pangeran Puger vestigde zich in het onbeheerde Mataram. Daar liet Puger zich in 1677 tot Susuhunan ing Alaga van Mataram uitroepen. Amangkurat I van Mataram stierf kort daarop.